# Алагіз
Алагіз (†689), герцог Тренто і Брешії, король лангобардів (689). Вперше повстав проти короля Перктаріта, але був ним переможений, полонений і пізніше помилуваний.
Після смерті Перктаріта повстав проти його сина Куніберта. Полонив Куніберта і ув'язнив його в замку, розташованому на острові посередині озера Комо, і став правити як король лангобардів. Проте, його правління було нерозумним і деспотичним, а тому викликало спротив народу.
Куніберт звільнився та переміг Алагіза, який загинув у бою.